# Kickball
El kickball és un joc entre dos equips l'objectiu dels quals és fer la major quantitat de curses possibles i evitar que l'altre n'anote. Guanya el partit qui haja anotat més curses de conformitat amb el reglament i sota la jurisdicció d'un o més àrbitres.
Inventat als Estats Units al voltant de 1942. Un periodista durant la Segona Guerra Mundial, Ernie Pyle, va documentar la celebració d'un joc nou per soldats d'Àfrica, durant la campanya del Nord d'Àfrica, 1942-1943.
A principis de la dècada dels 60 del segle passat, en els jocs vacacionals de les escoles dels Estats Units d'Amèrica, es va idear un entreteniment que usara la menor quantitat possible de material esportiu; amb açò es va començar la pràctica del kickball, jugat amb una pilota de futbol, per un grup de xiquets de tots dos sexes, arreplegant la pilota colpejada amb el peu. Molt similar al beisbol, però sense guants i sense bat. "Kickball" significa en català "puntada a la pilota".

## Regles
Cada equip ha de tenir entre 8 i 11 jugadors.
El llançador llança una pilota negra des del centre cap al receptor, este xuta la pilota i després corre a primera base. L'equip de jugadors en el camp pot crear una etiqueta de base que permeta bloquejar el jugador.
Els jugadors que estan en el camp, coneguts com a "defensors", cerquen la pilota xutada per eliminar el jugador que la xutà, abans que aquest arribe primer a una de les bases o aconseguisca fer la cursa. En acabar el joc, l'equip guanyador serà aquell que haja anotat més curses. El jugador ha d'arribar a la base abans que el que tinga la pilota i faça un eliminat en la base.
Els jugadors han de xutar la pilota i córrer cap a la primera base, després a la segona, i així successivament (com en el beisbol).

### Camp

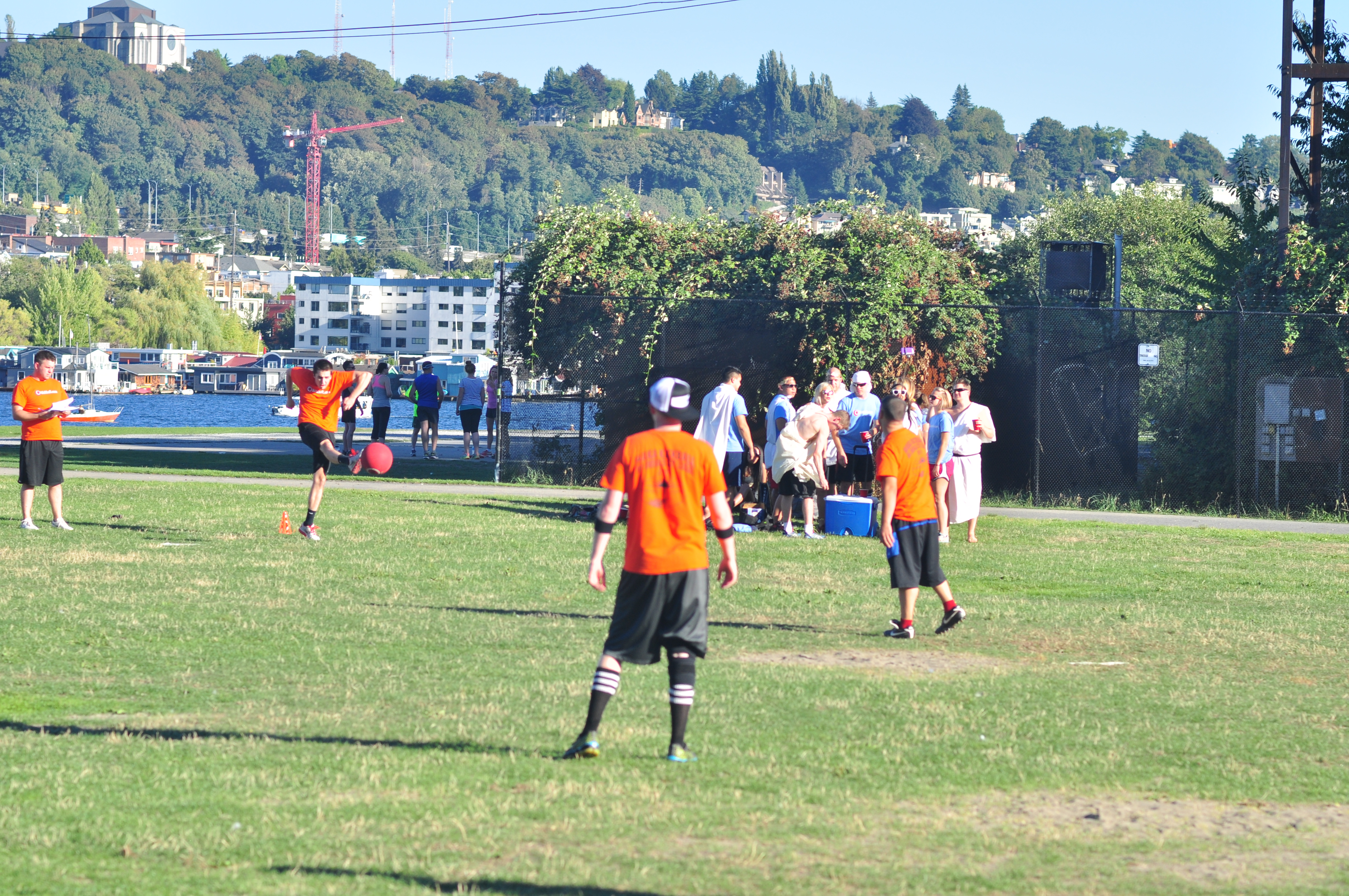
Camp de kickball.

El camp de joc és completament pla i de forma irregular amb certa impressió ovalada compost per dos terrenys: «terreny default» i «terreny bo». El terreny d'infracció comprèn la zona no vàlida del joc i el terreny bo comprèn la zona vàlida. Tots dos terrenys es componen per diferents zones que en el seu conjunt conformen el que es coneix com a camp de joc del kickball (totes i cadascuna de les línies que demarquen les diferents zones del camp de joc són marcades amb material blanc de construcció perquè puguen ser visibles).
En el camp es troba una de les zones principals dita "camp intern". Dins del camp intern estan situats tres coixinets i una placa circular denominada Home Plate (base de meta); d'aquests 4 elements se'n diu «bases». El camp és de 100 a 120 m de llarg i 9,45 m d'ample.